# Rädelsführer
Unter dem Rädelsführer einer Gruppe versteht man allgemein ihren Anstifter bzw. Anführer.
Im Strafrecht Deutschlands ist es ein Fachausdruck. So gilt nach dem Bundesgerichtshof im Rahmen der Bildung krimineller Vereinigungen und der Bildung terroristischer Vereinigungen derjenige als Rädelsführer, „wer in der Vereinigung dadurch eine führende Rolle spielt, dass er sich in besonders maßgebender Weise für sie betätigt“.
Ansonsten wird der Ausdruck in abwertendem Zusammenhang verwendet.
Der ältere Ausdruck Rädlein(s)führer ist ein seit dem 16. Jahrhundert bezeugtes Wort und hat folgenden Ursprung:
Das Rädlein bezeichnete im 16. Jahrhundert die kreisförmige Formation von Landsknechten. Daraus entwickelte sich später im Frühneuhochdeutschen der Ausdruck Rädelsführer für den Anführer einer herrenlosen Schar. Schließlich bezeichnete man als Rädelsführer alle Anführer eines Aufruhrs, Aufstandes, einer Verschwörung, Revolte oder kriminellen Bande. Meistens wird das Wort als Dysphemismus zur Abwertung der betreffenden Person bzw. Personengruppe gebraucht.